# Slakovec
Slakovec is een plaats in de gemeente Nedelišće in de Kroatische provincie Međimurje. De plaats telt 497 inwoners (2001).